# إنتيليفيجن
إنتيليفيجن (بالإنجليزية: Intellivision)‏ ، هو نظام ألعاب فيديو أنتجته شركة ميتال الأمريكية عام 1980م، وصدر إلى أوروبا واليابان عام 1982م، وتوقف إصداره في شهر يناير عام 1984م، محققاً بيع الجهاز نحو 3 ملايين جهاز في أيدي المستخدمين.